# Javiña (Coristanco)
Javiña (llamada oficialmente San Tomé de Xaviña) es una parroquia y una aldea española del municipio de Coristanco, en la provincia de La Coruña, Galicia.

## Otras denominaciones
La parroquia también es conocida por los nombres de Santo Tomás de Xaviña y Santo Tomé de Xaviña.

## Entidades de población
Entidades de población que forman parte de la parroquia:
- Avieira (A Avieira)
- Campo Longo
- Ferreiro (O Ferreiro)
- Iglesia (A Igrexa)
- Xaviña
- Lagoa (A Lagoa de Xaviña)
- Pedrouzo (O Pedrouzo)
- Piñeiro (O Piñeiro)
- Poceiro (O Poceiro)
- Porcariza (A Porcariza)
- Sorribas
- A Custoia
- O Fondal

## Demografía

### Parroquia
| Gráfica de evolución demográfica de Javiña (parroquia) entre 2000 y 2019 |
|                                                                          |
| Datos según el nomenclátor publicado por el INE.                         |

### Aldea
| Gráfica de evolución demográfica de Xaviña (aldea) entre 2000 y 2019 |
|                                                                      |
| Datos según el nomenclátor publicado por el INE.                     |